# Guido Winterberg
Guido Winterberg, (Sursee, 19 de octubre de 1962) fue un ciclista suizo, que fue profesional entre 1985 y 1992. De su carrera deportiva destacan los dos triunfos en el Gran Premio Guillermo Tell.

## Palmarés
- 1984
  - 1º en el Gran Premio Guillemos Tilo y vencedor de 4 etapas
- 1985
  - 1º en el Circuito Franco-belga
  - Vencedor de una etapa a la Vuelta a Suiza
  - 1º en el Gran Premio de Brissago
- 1986
  - Vencedor de una etapa a la Vuelta a Suiza
  - Vencedor de una etapa a la Semana Catalana
  - Vencedor de una etapa al Gran Premio Guillermo Tell
- 1987
  - 1º en el Gran Premio Guillermo Tell
- 1988
  - 1º en  la Wartenberg-Rundfahrt
- 1990
  - 1º en el Giro de Calabria y vencedor de una etapa

### Resultados al Tour de Francia
- 1986. 127.º de la clasificación general
- 1987. 112.º de la clasificación general
- 1988. No sale (16.ª etapa)
- 1990. Abandona (17.ª etapa)
- 1991. 69.º de la clasificación general